# Pierre Schaeffer
Pierre Schaeffer (* 14. August 1910 in Nancy; † 19. August 1995 in Aix-en-Provence) war ein französischer Komponist und Schriftsteller.  Verbunden mit dem Vorwurf, die abendländische Musik verschließe sich mit der Beschränkung auf traditionelle Musikinstrumente und der daraus resultierenden Beschränkung auf festgelegte Tonhöhen einer wichtigen Sphäre, entwickelte Schaeffer in der ersten Hälfte des 20. Jahrhunderts eine neue musikalische Praxis, die von einem offenen Zugang zu Klängen ausging, und prägte dafür den Begriff der musique concrète. Durch die Arbeit mit Tonbändern ergab sich ein Verzicht auf eine traditionelle Notation. Somit hinterfragte Schaeffer nicht nur das traditionelle Instrumentarium, sondern löste auch das Verhältnis zwischen Komponist und Interpret auf.

## Leben und Wirken
Nach dem Zweiten Weltkrieg arbeitete Schaeffer, der eigentlich Ingenieur war, beim französischen Rundfunk. Dort experimentierte er mit Alltagsgeräuschen, die er zunächst auf Schallplatte, ab 1951 auch auf Tonband aufnahm, verfremdete und zu neuen Klangkompositionen montierte. Die Mittel der Verfremdung beschränkten sich auf die Wiedergabegeschwindigkeit und -richtung. Außerdem entwickelte er eine Möglichkeit, kurze Abschnitte einer Schallplatte als Schleife wiederzugeben. Die dabei entstandene experimentelle Musik nannte er Musique concrète (Konkrete Musik). Sie hatte großen Einfluss auf die Elektronische Musik und das Hörspiel.
Schaeffer starb nach langem Alzheimerleiden im August 1995. Sein letztes Werk schuf er 1979.

## Theoretische Position
Pierre Schaeffer hat mit seinem theoretischen Hauptwerk, dem Traité des objets musicaux, zum ersten Mal ein sprachliches System entworfen, das es ermöglicht die neuen musikalischen Strukturen der elektroakustischen Musik zu erfassen und zu kommunizieren. Er reagierte damit vor allen Dingen auf eine Entwicklung, die er selbst angestoßen hatte: Die musique concrète erforderte, da sie sich ganz gezielt rückstandslos von harmonischen Strukturen losgelöst hatte, zum einen einen neuen theoretischen Unterbau und zum anderen einen neuen Sprachschatz.
Als begleitendes Material zum Traité veröffentlichte Schaeffer sein solfège de l´objet sonore auf drei Schallplatten. Hier konnte er durch Experimente mit Klangtransformationen auf Tonband zeigen, dass es eine überraschende Diskrepanz zwischen der physikalischen Erscheinung und der wahrgenommenen Qualität von Klängen gibt. Ausgehend von dieser Feststellung entwickelte er einen Eigenschaftskatalog der Klänge, der sich eben nicht an der physikalischen Erscheinung, sondern direkt am Hören orientierte. Schaeffer äußerte sich beispielsweise zur Diskrepanz zwischen physikalischer Zeit und der Dauer musikalischer Ereignisse in der Wahrnehmung folgendermaßen:

„Wir müssen die Entscheidung treffen: Ist die in Bandzentimetern gemessene Zeit eine Realität als musikalischer Parameter, so hat all das einen Zweck; besteht aber zwischen dieser gemessenen Zeit und der musikalischen Klangdauer eine grundlegende Diskrepanz, dann wird es sowohl unzulässig, die auf dieser gemessenen Zeit beruhenden Analysen weiter zu verfolgen, als auch musikalische Konstruktionen als Funktionen eines falschen Parameters zu ersinnen.“

Der zur Mitte des 20. Jahrhunderts aufflammende Theorienstreit zwischen der musique concrète aus Paris und der elektronischen Musik Kölner Prägung (siehe Studio für elektronische Musik) wurde in der öffentlichen Wahrnehmung oft auf die Personen Pierre Schaeffer und Karlheinz Stockhausen reduziert.

## Das Klangobjekt, Typologie und Morphologie
Die zentrale Voraussetzung für Schaeffers theoretische Erwägungen war die Definition des Klangobjektes als kleinster Nenner musikalischer Erfahrung. So funktionierte die menschliche Wahrnehmung im Zusammenhang mit Musik in Schaeffers Augen grundsätzlich über die rudimentäre Einteilung in einzelne musikalische Ereignisse: die Klangobjekte. Ausgehend von dieser Annahme entwickelte Schaeffer in seinem Traité zunächst eine Typologie des Klangobjektes: Anhand der Parameter Masse und zeitliche Ausdehnung separierte Schaeffer in den existierenden Klängen zwischen ausgewogenen (dementsprechend musikalischen) und nicht ausgewogenen Klängen. In einem zweiten Schritt entwarf er einerseits als Orientierung für die kompositorische Arbeit und andererseits als Werkzeug zur Analyse eine in sieben Kriterien (Masse, Harmonische Klangfarbe, Körnung, Allure, Dynamik, melodisches Profil, Masse-Profil) eingeteilte „Morphologie des Klangobjektes“.

## Musikalische Werke (Auswahl)
- La Coquille à planètes, 1943/44
- Symphonie pour un homme seul, 1949–1950 (in Zusammenarbeit mit Pierre Henry)
- Bidule en ut, 1950
- Orphée 53, 1953 (in Zusammenarbeit mit Pierre Henry)
- Étude aux objets, 1958
- Solfège de l'objet sonore, 1967
- Bilude, 1979

## Diskografie
- Œuvres de Pierre Schaeffer Prospective du XXIe siècle und Classique du XXe siècle, Philips, 1970
- L'oeuvre musicale, in 3 CDs, 1998/2005, INA.